# Estadio Diego de Carvajal
El Estadio Diego de Carvajal es un escenario destinado a la práctica del fútbol, ubicado en la ciudad de Magangué, departamento de Bolívar, Colombia.
Para el Torneo Apertura 2011 de la Primera A, el escenario fue sede de los juegos como local del Real Cartagena hasta el fin de las obras en el Estadio Olímpico Jaime Morón León. Es uno de los mejores estadios de la Región.
Asimismo, fue sede del Unión Magdalena durante la Temporada 2017 de la Primera B.
Está ubicado en la intersección de la Avenida Colombia con la Carrera 28.
En este estadio practicaba y jugaba el hoy extinto Juventud Magangué equipo de tercera división que en su momento puso en alto el nombre de la ciudad.

## II Juegos Deportivos para discapacitados
El Estadio, fue sede de la inauguración de los "Juegos Deportivos para Discapacitados" celebrados en junio de 2012, para ello el estadio pasó por una serie de adecuaciones y remodelaciones.

## Complejo Deportivo Diego de Carvajal
Con la actual obra del Coliseo Cubierto Diego de Carvajal anexo al Estadio, la Alcaldía Municipal promueve la consolidación del Complejo Deportivo, que beneficiaria a la comunidad magangueleña, y valorizaría al Barrio Santa Rita, y zonas aledañas.